# Handball Lanzara 2012
L'Handball Lanzara 2012, conosciuta come Genea Lanzara per motivi di sponsorizzazione, è una società di pallamano di Castel San Giorgio (SA), attualmente militante in Serie B, terza serie del campionato italiano di pallamano maschile.

## Storia
La ASD Handball Lanzara 2012 è una società sportiva dilettantistica nata nel 2012 a Castel San Giorgio, comune della provincia di Salerno.

## Palmarès

### Competizioni giovanili
- Youth League: 2

2022-23, 2023-24

## Rosa 2025-2026

### Giocatori
| N° | Naz.                 | Ruolo | Sportivo                 | Anno |  |  |
| -- | -------------------- | ----- | ------------------------ | ---- |  |  |
| 3  | Italia (bandiera)    | T     | Antonio Milano           | 2000 |  |  |
| 4  | Italia (bandiera)    | A     | Mattia Senatore          | 2002 |  |  |
| 5  | Italia (bandiera)    | A     | Massimo Merola           | 2006 |  |  |
| 6  | Italia (bandiera)    | T     | Andrea Senatore          | 2004 |  |  |
| 7  | Italia (bandiera)    | A     | Matteo Lettera           | 2004 |  |  |
| 8  | Italia (bandiera)    | PV    | Carlo Milano             | 2001 |  |  |
| 9  | Italia (bandiera)    | T     | Alessandro Pisapia       | 2007 |  |  |
| 15 | Italia (bandiera)    | A     | Matthias Carasia         | 2008 |  |  |
| 16 | Italia (bandiera)    | P     | Matteo Coppola           | 2006 |  |  |
| 17 | Italia (bandiera)    | PV    | Enrico Apicella          | 2007 |  |  |
| 19 | Italia (bandiera)    | PV    | Raffaele Rella           | 2005 |  |  |
| 22 | Italia (bandiera)    | A     | Lorenzo Fragnito         | 2005 |  |  |
| 24 | Italia (bandiera)    | T     | Jacopo Milano            | 2007 |  |  |
| 26 | Italia (bandiera)    | A     | Roberto Tomay            | 2006 |  |  |
| 31 | Italia (bandiera)    | T     | Alessandro Vitiello      | 2004 |  |  |
| 36 | Italia (bandiera)    | A     | Francesco Luigi Avallone | 2003 |  |  |
| 41 | Italia (bandiera)    | A     | Fabio Rizzello           | 2006 |  |  |
| 69 | Italia (bandiera)    | T     | Michele Parisi           | 2008 |  |  |
| 75 | Italia (bandiera)    | T     | Alex Mendo               | 2003 |  |  |
|    | Argentina (bandiera) | P     | Maximo Valentin Chiappe  | 2005 |  |  |
|    | Spagna (bandiera)    | A     | Didac Moya Magrans       | 2004 |  |  |

### Organigramma
- Direttore Generale:  Domenico Sica
- Direttore Sportivo:  Domenico Testa
- Dirigente:  Angelo Santonicola
- Dirigente:  Francesco Tomay